# University of Zambia

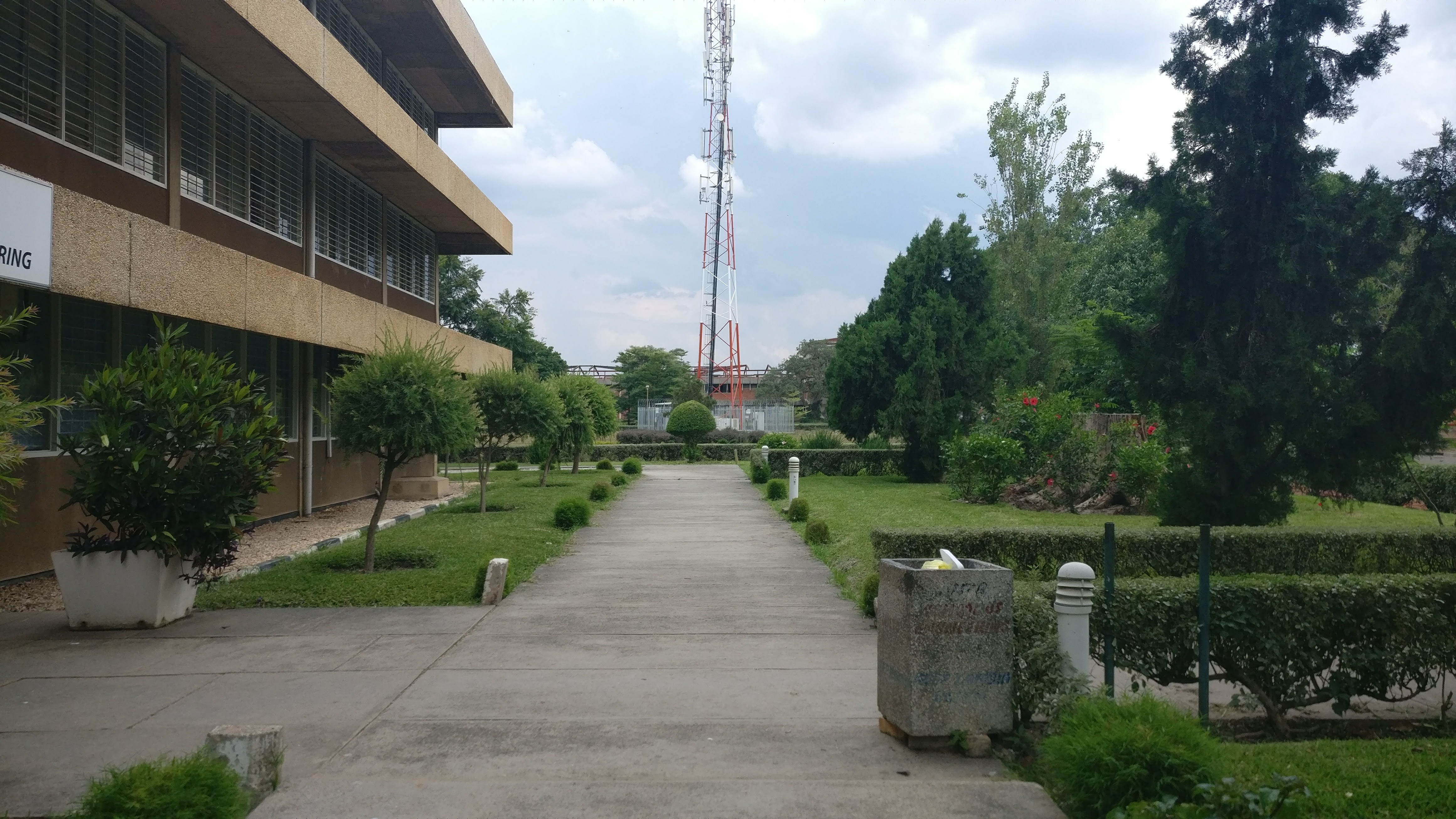
School of Engineering ("tekniska högskolan") vid UNZA.

University of Zambia (UNZA) är ett universitet i Lusaka, Zambia. Det grundades 1965 (de första studenterna togs in den 17 mars 1966) och är därmed Zambias äldsta universitet. UNZA är landets största utbildningsinstitution och är beläget på två campus:
- Great East Road Campus, beläget vid vägen med samma namn, är universitetets huvudcampus
- Ridgeway Campus, vid John Mbita Road sydost om staden, inhyser landets enda högre medicinska utbildningsinstitution - i anslutning till University Teaching Hospital, landets största sjukhus (tidigare Lusaka Hospital, grundat 1934[5]).[4][6]